# Гвајански долар
Гвајански долар је националана валута Гвајане. ISO 4217 код валуте је GYD. Дијели се на 100 центи, а у домаћем платном промету означава се симболом $, а често и с GY$ како би се разликовао од америчког долара.
Уведен је 1839. године, замијенивши дотадашњи гулден. Кованице и новчанице издаје Банка Гвајане, и то: кованице од 1, 5 и 10 долара, те новчанице од 20, 100, 500 и 1.000 долара.